# Cabo Buller
El cabo Buller (en inglés: Cape Buller) es un promontorio escarpado que forma el lado oeste de la entrada a la Bahía de las Islas en la costa norte de la isla San Pedro de las islas Georgias del Sur. Fue descubierto y nombrado en 1775 por una expedición británica al mando de James Cook.
En el islote al este del cabo Buller está uno de los puntos que determinan las líneas de base de la República Argentina, a partir de las cuales se miden los espacios marítimos que rodean al archipiélago.
El área que incluye la Bahía de las Islas y cabo Wilson, junto con Grytviken es una de las dos áreas de especial interés turístico de la isla.